# Ichijō Nobutatsu
Ichijō Nobutatsu (jap. 一条 信龍; * 1539; † 2. April 1582) war ein Samurai der Sengoku-Zeit, und der jüngere Bruder von Takeda Shingen, dem Sengoku-Daimyō (Feudalherren) der Provinz Kai. Er ist einer der „24 Generäle“.  Nobutomo diente auch unter Shingens Sohn, Takeda Katsuyori.